# Wayne Van Dorp
Pour les articles homonymes, voir Dorp.
Wayne Van Dorp (né le 19 mai 1961 à Vancouver au Canada) est un ancien joueur professionnel de hockey sur glace. Il possède les deux nationalités canadienne et néerlandaise.

## Carrière en club
Il commence sa carrière dans la ligue de hockey junior de la Colombie-Britannique en 1978-1979 puis rejoint l'année suivante les Breakers de Seattle de la Western Hockey League. Il y joue deux saisons avant de rejoindre le championnat élite des Pays-Bas, la Eredivisie. Entre 1981 et 1986, il joue aux Pays-Bas, où il remporte trois fois le championnat, mais aussi au sein de la Atlantic Coast Hockey League en Amérique du Nord.
Il signe en tant qu'agent libre avec les Sabres de Buffalo de la Ligue nationale de hockey. Il est immédiatement assigné à leur franchise affiliée de la Ligue américaine de hockey, les Americans de Rochester avec qui, en 47 matchs, il totalise 192 minutes de pénalité. En mars 1987, il rejoint les Oilers d'Edmonton lors d'un échange massif entre les deux franchises, impliquant Normand Lacombe et un choix de quatrième ronde du repêchage de 1987 en retour de Lee Fogolin, Mark Napier et un choix d'Edmonton lors de la même ronde.
Une semaine après cet échange, il joue son premier match dans la LNH contre les Devils du New Jersey et peu de temps après il joue également son premier match de séries. Même s'il ne joue que trois matchs durant les séries, il reçoit tout de même une bague de champion de la Coupe Stanley.
Le 24 novembre 1987 il rejoint les Penguins de Pittsburgh en compagnie de Paul Coffey et inscrit son premier but dans la LNH un mois plus tard contre les Bruins de Boston mais il ne joue que peu dans la LNH et avant le début de la saison 1988-1989, il retourne jouer pour les Sabres et, avant la fin de la saison, signe pour une nouvelle équipe, les Blackhawks de Chicago. C'est avec l'équipe de Chicago qu'il joue sa saison la plus complète en 1989-1990 avec 61 matchs et un total de 303 minutes de pénalité, pour la plupart en raison de son rôle d'« enforcer ». Il est alors le cinquième joueur le plus pénalisé de la ligue.
Malgré tout, Chicago le met en ballotage en octobre 1990 et il est réclamé par les Nordiques de Québec. Malheureusement pour lui, il se blesse lors de la préparation des Nordiques et lorsqu'il revient au jeu, il se blesse une nouvelle fois contre les Whalers de Hartford. En deux saisons avec les Nordiques, il ne joue qu'un total de 28 matchs et une quinzaine dans la LAH. En 1992, il signe dans le championnat italien mais ne joue encore pas beaucoup. Il met fin à sa carrière en 1995.

## Statistiques
Pour les significations des abréviations, voir Statistiques du hockey sur glace.
| Saison     | Équipe                       | Ligue      |     | Saison régulière | Saison régulière | Saison régulière | Saison régulière | Saison régulière |   | Séries éliminatoires | Séries éliminatoires | Séries éliminatoires | Séries éliminatoires | Séries éliminatoires |
| Saison     | Équipe                       | Ligue      | PJ  | B                | A                | Pts              | Pun              | PJ               | B | A                    | Pts                  | Pun                  |                      |                      |
| 1978-1979  | Blazers de Bellingham        | BCJHL      |     |                  |                  |                  |                  |                  |   |                      |                      |                      |                      |                      |
| 1979-1980  | Breakers de Seattle          | LHOu       | 68  | 8                | 13               | 21               | 195              | 12               | 3 | 1                    | 4                    | 33                   |                      |                      |
| 1980-1981  | Breakers de Seattle          | LHOu       | 63  | 22               | 30               | 52               | 242              | 5                | 1 | 0                    | 1                    | 10                   |                      |                      |
| 1981-1982  | SIJ Heerenveen               | Pays-Bas   | 22  | 11               | 7                | 18               | 44               | 12               | 1 | 4                    | 5                    | 34                   |                      |                      |
| 1982-1983  | SIJ Heerenveen               | Pays-Bas   | 23  | 7                | 12               | 19               | 40               | 15               | 4 | 5                    | 9                    | 20                   |                      |                      |
| 1983-1984  | Golden Blades d'Érié         | ALCH       | 45  | 19               | 18               | 37               | 202              | 8                | 1 | 2                    | 3                    | 46                   |                      |                      |
| 1984-1985  | GIJS Groningen               | Pays-Bas   | 29  | 38               | 46               | 84               | 112              | 6                | 6 | 2                    | 8                    | 23                   |                      |                      |
| 1984-1985  | Golden Blades d'Érié         | ALCH       | 7   | 9                | 8                | 17               | 21               | 10               | 0 | 2                    | 2                    | 62                   |                      |                      |
| 1985-1986  | GIJS Groningen               | Pays-Bas   | 29  | 19               | 24               | 43               | 81               | 8                | 9 | 12                   | 21                   | 6                    |                      |                      |
| 1986-1987  | Oilers de la Nouvelle-Écosse | LAH        | 11  | 2                | 3                | 5                | 37               | 5                | 0 | 0                    | 0                    | 56                   |                      |                      |
| 1986-1987  | Americans de Rochester       | LAH        | 47  | 7                | 3                | 10               | 192              |                  |   |                      |                      |                      |                      |                      |
| 1986-1987  | Oilers d'Edmonton            | LNH        | 3   | 0                | 0                | 0                | 25               | 3                | 0 | 0                    | 0                    | 2                    |                      |                      |
| 1987-1988  | Oilers de la Nouvelle-Écosse | LAH        | 12  | 2                | 2                | 4                | 87               |                  |   |                      |                      |                      |                      |                      |
| 1987-1988  | Penguins de Pittsburgh       | LNH        | 25  | 1                | 3                | 4                | 75               |                  |   |                      |                      |                      |                      |                      |
| 1988-1989  | Hawks de Saginaw             | LIH        | 11  | 4                | 3                | 7                | 60               |                  |   |                      |                      |                      |                      |                      |
| 1988-1989  | Americans de Rochester       | LAH        | 28  | 3                | 6                | 9                | 202              |                  |   |                      |                      |                      |                      |                      |
| 1988-1989  | Blackhawks de Chicago        | LNH        | 8   | 0                | 0                | 0                | 23               | 16               | 0 | 1                    | 1                    | 17                   |                      |                      |
| 1989-1990  | Blackhawks de Chicago        | LNH        | 61  | 7                | 4                | 11               | 303              | 8                | 0 | 0                    | 0                    | 23                   |                      |                      |
| 1990-1991  | Nordiques de Québec          | LNH        | 4   | 1                | 0                | 1                | 30               |                  |   |                      |                      |                      |                      |                      |
| 1991-1992  | Citadels d'Halifax           | LAH        | 15  | 5                | 5                | 10               | 54               |                  |   |                      |                      |                      |                      |                      |
| 1991-1992  | Nordiques de Québec          | LNH        | 24  | 3                | 5                | 8                | 109              |                  |   |                      |                      |                      |                      |                      |
| 1992-1993  | Admirals de Milwaukee        | LIH        | 19  | 1                | 4                | 5                | 57               |                  |   |                      |                      |                      |                      |                      |
| 1992-1993  | HC Fiemme Cavalese           | Italie     | 9   | 1                | 1                | 2                | 24               |                  |   |                      |                      |                      |                      |                      |
| 1994-1995  | As de Las Vegas              | PSHL       |     |                  |                  |                  |                  |                  |   |                      |                      |                      |                      |                      |
| Totaux LNH | Totaux LNH                   | Totaux LNH | 125 | 12               | 12               | 24               | 565              | 27               | 0 | 1                    | 1                    | 42                   |                      |                      |

## Carrière internationale
Il joue pour les Pays-Bas lors du championnat du monde de 1985.